# Mistrzostwa Świata w Narciarstwie Alpejskim 2005 – rywalizacja drużynowa
Zawody drużynowe na 38. Mistrzostwach Świata w Narciarstwie Alpejskim zostały rozegrane 13 lutego 2005 r. w formie czterech przejazdów supergiganta i czterech przejazdów slalomu. Pierwszy w historii tytuł mistrzowski w tej konkurencji wywalczyli reprezentanci Niemiec. Drugie miejsce zajęli Austriacy, natomiast brązowy medal wywalczyła drużyna Francji.

## Wyniki
| Miejsce | Państwo           | SG1 | SG2 | SG3 | SG4 | SL1 | SL2 | SL3 | SL4 | Razem |
| ------- | ----------------- | --- | --- | --- | --- | --- | --- | --- | --- | ----- |
| 1       | Niemcy            | 2   | 2   | 1   | 7   | 3   | 1   | 1   | 9   | 26    |
| 2       | Austria           | 5   | 3   | 2   | 2   | 9   | 5   | 2   | 1   | 29    |
| 3       | Francja           | 3   | 9   | 3   | 5   | 7   | 2   | 4   | 5   | 38    |
| 4       | Stany Zjednoczone | 9   | 1   | 9   | 1   | 2   | 9   | 5   | 3   | 39    |
| 5       | Kanada            | 3   | 4   | 6   | 3   | 3   | 9   | 6   | 8   | 42    |
| 6       | Szwajcaria        | 9   | 5   | 4   | 6   | 1   | 6   | 9   | 6   | 46    |
| 7       | Szwecja           | 9   | 8   | 9   | 9   | 5   | 3   | 3   | 2   | 48    |
| 8       | Włochy            | 1   | 6   | 9   | 8   | 9   | 4   | 9   | 4   | 50    |
| 9       | Słowenia          | 9   | 7   | 5   | 4   | 6   | 7   | 9   | 7   | 54    |

## Wyniki indywidualne

### 1 przejazd supergiganta
| Miejsce | Zawodniczka             | Państwo           | Czas    |
| ------- | ----------------------- | ----------------- | ------- |
| 1       | Nadia Fanchini          | Włochy            | 1:07,72 |
| 2       | Hilde Gerg              | Niemcy            | 1:08,29 |
| 3       | Carole Montillet-Carles | Francja           | 1:08,43 |
| 3       | Emily Brydon            | Kanada            | 1:08,43 |
| 5       | Renate Götschl          | Austria           | 1:08,98 |
| 6       | Julia Mancuso           | Stany Zjednoczone | 1:03,16 |
| 9       | Fränzi Aufdenblatten    | Szwajcaria        | DNF     |
| 9       | Anja Pärson             | Szwecja           | DNF     |
| 9       | Tina Maze               | Słowenia          | DNF     |

### 2 przejazd supergiganta
| Miejsce | Zawodnik       | Państwo           | Czas    |
| ------- | -------------- | ----------------- | ------- |
| 1       | Bode Miller    | Stany Zjednoczone | 1:04,49 |
| 2       | Florian Eckert | Niemcy            | 1:04,70 |
| 3       | Benjamin Raich | Austria           | 1:04,76 |
| 4       | Erik Guay      | Kanada            | 1:05,25 |
| 5       | Didier Défago  | Szwajcaria        | 1:05,46 |
| 6       | Peter Fill     | Włochy            | 1:06,05 |
| 7       | Aleš Gorza     | Słowenia          | 1:06,49 |
| 8       | Patrik Järbyn  | Szwecja           | DNF     |
| 9       | -              | Francja           | DNS     |

### 3 przejazd supergiganta
| Miejsce | Zawodniczka      | Państwo           | Czas    |
| ------- | ---------------- | ----------------- | ------- |
| 1       | Martina Ertl     | Niemcy            | 1:07,83 |
| 2       | Kathrin Zettel   | Austria           | 1:08,14 |
| 3       | Ingrid Jacquemod | Francja           | 1:08,42 |
| 4       | Nadia Styger     | Szwajcaria        | 1:09,25 |
| 5       | Urška Rabič      | Słowenia          | 1:09,47 |
| 6       | Brigitte Acton   | Kanada            | 1:10,06 |
| 9       | Karen Putzer     | Włochy            | DNF     |
| 9       | Lindsey Kildow   | Stany Zjednoczone | DNF     |
| 9       | Janette Hargin   | Szwecja           | DNF     |

### 4 przejazd supergiganta
| Miejsce | Zawodnik           | Państwo           | Czas    |
| ------- | ------------------ | ----------------- | ------- |
| 1       | Daron Rahlves      | Stany Zjednoczone | 1:04,27 |
| 2       | Michael Walchhofer | Austria           | 1:04,61 |
| 3       | François Bourque   | Kanada            | 1:05,25 |
| 4       | Andrej Šporn       | Słowenia          | 1:06,22 |
| 5       | Jean-Pierre Vidal  | Francja           | 1:06,40 |
| 6       | Daniel Albrecht    | Szwajcaria        | 1:06,47 |
| 7       | Andreas Ertl       | Niemcy            | 1:06,92 |
| 8       | Manfred Mölgg      | Włochy            | 1:48,25 |
| 9       | -                  | Szwecja           | DNS     |

### 1 przejazd slalomu
| Miejsce | Zawodniczka     | Państwo           | Czas  |
| ------- | --------------- | ----------------- | ----- |
| 1       | Sonja Nef       | Szwajcaria        | 45,09 |
| 2       | Sarah Schleper  | Stany Zjednoczone | 45,46 |
| 3       | Martina Ertl    | Niemcy            | 46,15 |
| 3       | Emily Brydon    | Kanada            | 46,15 |
| 5       | Janette Hargin  | Szwecja           | 46,34 |
| 6       | Tina Maze       | Słowenia          | 46,49 |
| 7       | Laure Péquegnot | Francja           | 46,65 |
| 9       | Nicole Hosp     | Austria           | 54,72 |
| 9       | Chiara Costazza | Włochy            | 56,03 |

### 2 przejazd slalomu
| Miejsce | Zawodnik          | Państwo           | Czas  |
| ------- | ----------------- | ----------------- | ----- |
| 1       | Felix Neureuther  | Niemcy            | 42,71 |
| 2       | Pierrick Bourgeat | Francja           | 42,98 |
| 3       | André Myhrer      | Szwecja           | 43,03 |
| 4       | Giorgio Rocca     | Włochy            | 43,13 |
| 5       | Benjamin Raich    | Austria           | 43,33 |
| 6       | Silvan Zurbriggen | Szwajcaria        | 43,37 |
| 7       | Jure Košir        | Słowenia          | 43,53 |
| 9       | Patrick Biggs     | Kanada            | DNF   |
| 9       | Bode Miller       | Stany Zjednoczone | DSQ   |

### 3 przejazd slalomu
| Miejsce | Zawodniczka          | Państwo           | Czas  |
| ------- | -------------------- | ----------------- | ----- |
| 1       | Monika Bergmann      | Niemcy            | 45,98 |
| 2       | Kathrin Zettel       | Austria           | 46,32 |
| 3       | Therese Borssén      | Szwecja           | 46,42 |
| 4       | Christel Pascal      | Francja           | 49,90 |
| 5       | Julia Mancuso        | Stany Zjednoczone | 47,19 |
| 6       | Brigitte Acton       | Kanada            | 47,23 |
| 9       | Fränzi Aufdenblatten | Szwajcaria        | 50,54 |
| 9       | Karen Putzer         | Włochy            | 53,84 |
| 9       | Urška Rabič          | Słowenia          | DNF   |

### 4 przejazd slalomu
| Miejsce | Zawodnik           | Państwo           | Czas  |
| ------- | ------------------ | ----------------- | ----- |
| 1       | Rainer Schönfelder | Austria           | 43,50 |
| 2       | Markus Larsson     | Szwecja           | 43,71 |
| 3       | Ted Ligety         | Stany Zjednoczone | 43,76 |
| 4       | Manfred Mölgg      | Włochy            | 43,93 |
| 5       | Jean-Pierre Vidal  | Francja           | 44,09 |
| 6       | Daniel Albrecht    | Szwajcaria        | 44,22 |
| 7       | Mitja Dragšič      | Słowenia          | 44,39 |
| 8       | Thomas Grandi      | Kanada            | 44,86 |
| 9       | Andreas Ertl       | Niemcy            | 45,40 |